# Vincze Zoltán (labdarúgó)
Vincze Zoltán (Budapest, 1974. december 23.) magyar labdarúgó. Első NB I-es mérkőzése 1998. február 28. Vasas - Stadler FC volt, ahol csapata sima 0–2-es vereséget szenvedett a fővárosi klubtól.
A Budapest Honvéd két év után bontott vele szerződést 2009-ben. Ezután Bajára igazolt, ahol 2011 telén bontott szerződést.

## Sikerei, díjai
- Stadler FC:
  - Magyar bajnoki 18. hely: 1998
  - Magyar kupa nyolcaddöntős: 1998
- BVSC Budapest:
  - Magyar bajnoki 17. hely: 1999
  - Magyar kupa - 32 közé jutott: 1999
- BKV Előre SC:
  - NB II bronzérmes: 2000
  - NB II Észak bajnok: 2001
  - Magyar kupa elődöntős: 2001
- Békéscsabai Előre FC:
  - Magyar bajnoki 10. hely: 2003
  - Magyar kupa 4. kör: 2003
- FC Fehérvár:
  - Magyar bajnoki bronzérmes: 2006
  - Magyar kupagyőztes 2006
  - Magyar Szuperkupa ezüstérmes: 2006
- Budapest Honvéd FC:
  - Magyar bajnoki 8. hely: 2007
  - Magyar kupagyőztes: 2007